# Badalone

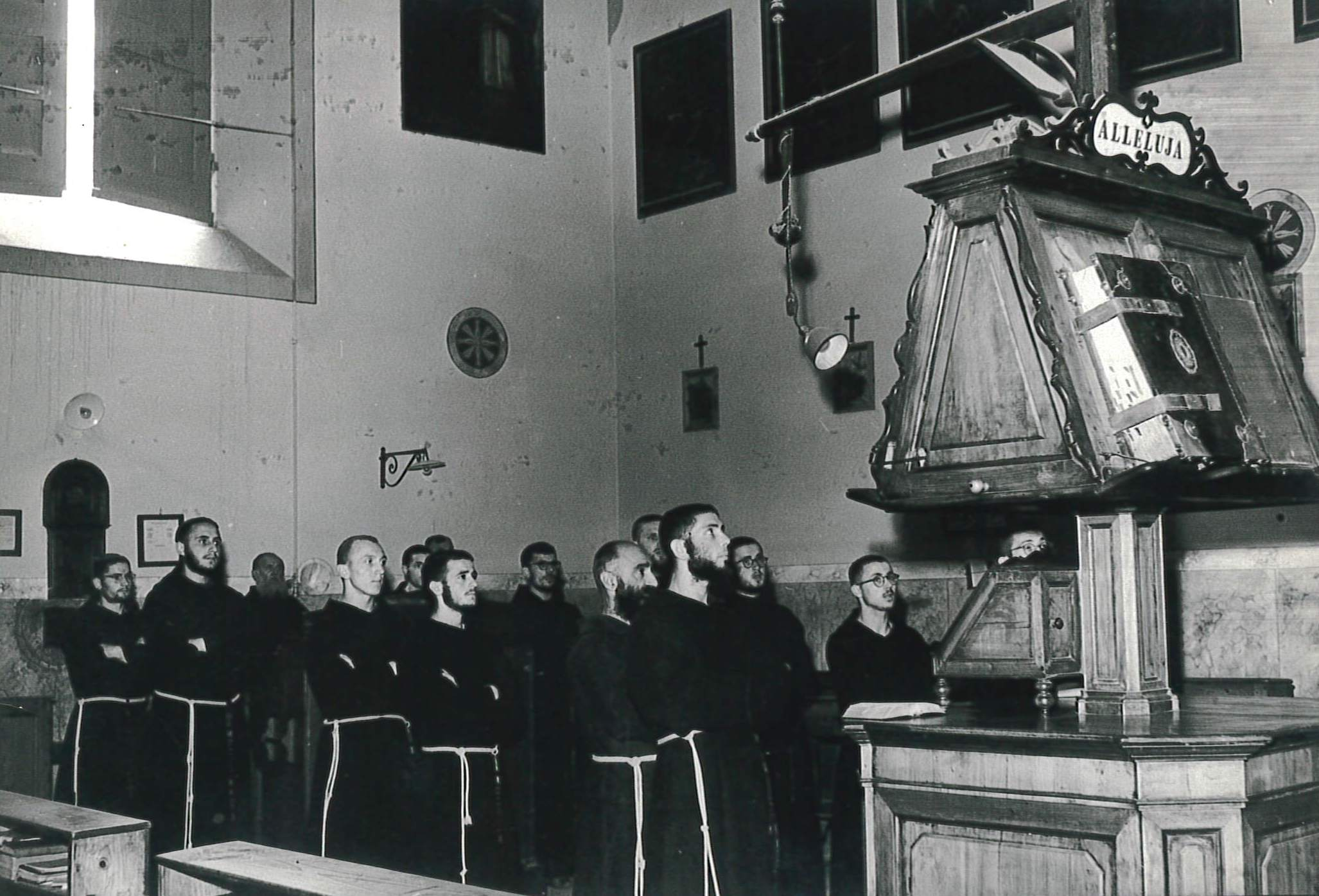
Badalone nel coro del convento dei Cappuccini di Siena (foto anni '40 del XX sec.)

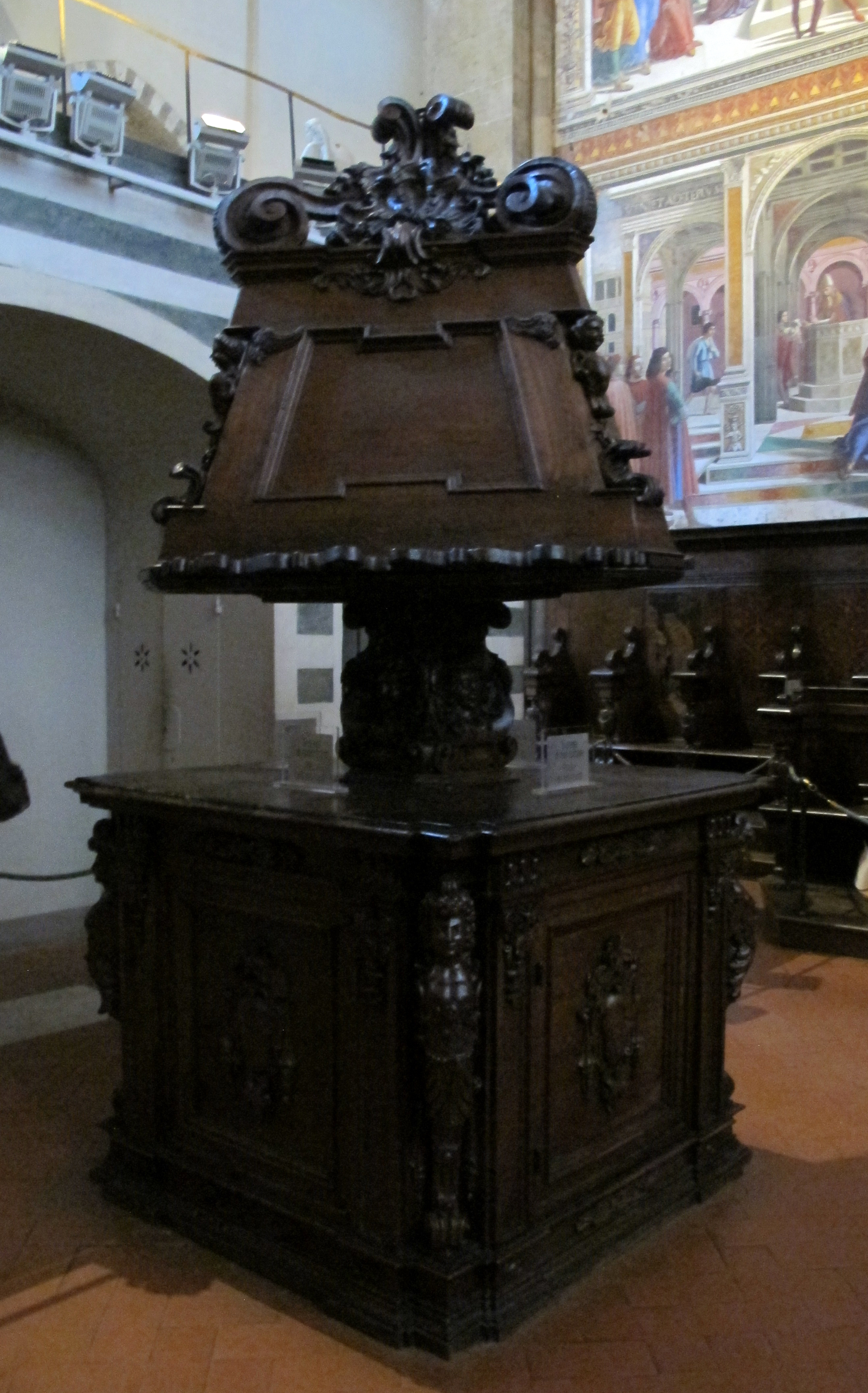
Cappella Tornabuoni, badalone del 1615

Nei cori monastici e conventuali il badalone era il grande leggio posto nel centro ove venivano messi i grandi libri (antifonari, corali) per la recita comune dell'ufficio divino.

## Descrizione
Il badalone è una struttura solitamente costruita in legno, spesso finemente intarsiata e lavorata, costituita da una parte più bassa a mo' di stipo, in cui si potevano custodire i libri liturgici, sulla quale si innesta un leggio di forma triangolare, spesso girevole, sul quale era possibile posare contemporaneamente due volumi (uno per lato), in modo da poter consentire l'uso di più testi (ad es. un corale e un antifonario).
I religiosi vi si ponevano davanti in fila indiana e si alternavano nel canto o nella recita dei salmi. 
Il suo uso è decaduto con la stampa di libri liturgici più maneggevoli che consentono la lettura individuale delle singole parti della liturgia delle ore.